# Sasi (wieś)
Sasi – wieś w Chorwacji, w żupanii zagrzebskiej, w mieście Velika Gorica. W 2011 roku liczyła 159 mieszkańców.